# Torres de Berrellén
Torres de Berrellén és un municipi de la província de Saragossa, situat a la comarca de la Ribera Alta de l'Ebre.